# Ville de Lac Macquarie
Pour les articles homonymes, voir Macquarie.
La ville de Lac Macquarie (en anglais : City of Lake Macquarie) est une zone d'administration locale située dans l'État de Nouvelle-Galles du Sud en Australie. Son chef-lieu est Speers Point.

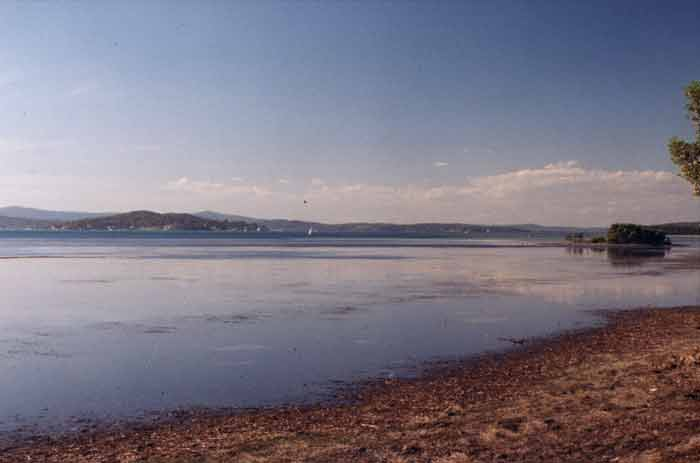
Lac Macquarie, depuis Swansea montrant l'île Pulbah

## Géographie
La ville s'étend sur 648 km2 autour du lac Macquarie dans la région de l'Hunter et fait partie de l'agglomération de Newcastle. Elle s'ouvre sur la mer de Tasman à l'est.
Elle comprend les centres urbains de
- Belmont
- Warners Bay
- Cardiff
- Charlestown
- Glendale
- Morisset
- Mount Hutton
- Swansea
- Toronto
- Valentine
- Eleebana
- Speers Point
- Boolaroo
- Booragul

## Histoire
Le comté de Lac Macquarie est l'un des 134 créés le 7 mars 1906. Il devient une municipalité le 1er mars 1977 qui est élevée au statut de ville le 7 septembre 1984.

## Démographie
| Année | Population |
| ----- | ---------- |
| 2011  | 189 006    |
| 2016  | 197 371    |
| 2021  | 213 845    |

## Économie
L'économie de la ville est fondée sur l'extraction du charbon, l'agriculture vivrière et les industries de transformation. Des centrales électriques (Eraring et Vales Point) alimentées au charbon et prenant leur eau de refroidissement dans le lac fournissent 25 % de l'électricité de la Nouvelle-Galles du Sud.

## Politique et administration
Le conseil comprend le maire et douze membres élus à raison de quatre par wards pour un mandat de quatre ans. À la suite des élections du 4 décembre 2021, le conseil est formé de sept travaillistes (dont la maire), trois libéraux et trois indépendants.

### Liste des maires
| Période        | Période        | Identité             | Étiquette    | Qualité                                         |
| -------------- | -------------- | -------------------- | ------------ | ----------------------------------------------- |
| 1977           | 1987           | Geoff R. Pasterfield |              |                                                 |
| 1987           | 1991           | Ivan Joseph Welsh    | Indépendant  | Député à l'Assemblée législative (1987-1991)    |
| 1991           | 1993           | Douglas B. Carley    |              |                                                 |
| 1993           | 2004           | John E. Kilpatrick   |              |                                                 |
| 2004           | septembre 2012 | Gregg Piper          | Indépendant  |                                                 |
| septembre 2012 | septembre 2016 | Jodie Harrison       | Travailliste | Députée à l'Assemblée législative (depuis 2014) |
| septembre 2016 | en fonction    | Kay Fraser           | Travailliste |                                                 |